# Albert Hartmann (Fabrikant)
Albert Hartmann (* 30. Oktober 1846; † 20. Dezember 1909 in Heidenheim an der Brenz) war ein deutscher Unternehmer und Pionier der Verbandstoffindustrie.

## Leben und Wirken

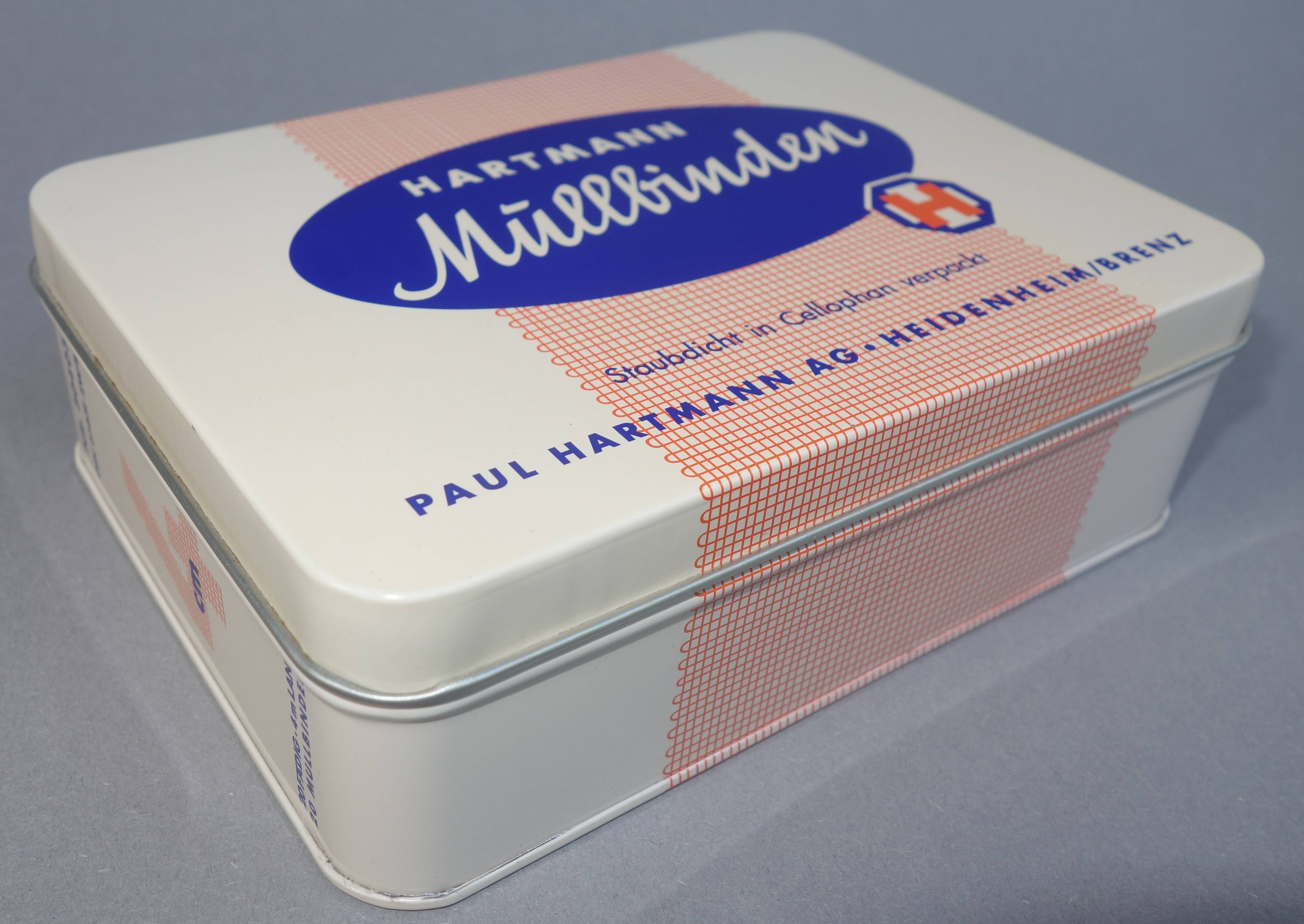
Mullbinde, historisch

Albert Hartmann war der Sohn von Paul Hartmann, einem Baumwollspinnerei-Unternehmer und Gründervater der heutigen Hartmann Gruppe. Albert hatte die Brüder Paul jun., Arthur und Oscar. Nach Ende seines Ingenieur-Studiums am Polytechnikum Stuttgart und Dresden baute Albert Hartmann mit seinem Vater die Firma „Paul Hartmann in Heidenheim, Bleiche, Färbereigeschäft und Appreturanstalt“ zu einer „Verbandstofffabrik“ aus. 1868 ging er ans Polytechnikum Hannover und studierte die Textilindustrie Manchesters. In den 1870er-Jahren begann er mit Vater Paul und Bruder Paul jun. die Herstellung von antiseptischen Verbandstoffen. Sie waren viel auf Messen und Kongressen unterwegs – so auch auf der Weltausstellung 1873 mit dem Thema „Umhüllung von Dampfröhren“ – und knüpften vielfältige Kontakte. Nach dem Brand der Spinnerei am 16. Juli 1880 entstand dort der erste Beton-Neubau Württembergs.
Als erster Vorsitzender des Turnvereins Heidenheim (heute Heidenheimer SB) trieb Albert Hartmann ab 1880 die Planung und den Bau der ersten Heidenheimer Turnhalle voran. Mit Oberbürgermeister Eugen Jaekle war er 1896 Gründungsvorsitzender der Evangelischen Gesellschaft. Er war Ehrenvorsitzender des 37. Kreisturnfestes vom 4. bis 6. August 1906. Als Vorsitzender der Deutschen Partei kandidierte er mehrmals bei Reichstagswahlen. Als Mitbegründer des Heimat- und Altertumsvereins war er von der Gründung im Jahre 1901 bis zu seinem Tod als Vorstand tätig. Er war auch Mitglied des Vereins Deutscher Ingenieure (VDI), dem er mit der Gründung des Württembergischen Bezirksvereins des VDI im Jahr 1877 beigetreten war.